# Faxinal
Faxinal, cuyo nombre significa «campos abiertos de arbustos cortos», es un municipio brasileño del estado del Paraná.
El Distrito Policial de Faxinal de São Sebastião fue creado por el Decreto Estatal n.º 85, del 27 de enero de 1926. El Distrito Judicial fue creado en virtud del Decreto Estatal n.º 1435, del 25 de junio de 1931, perteneciente al Municipio de Tibagi. Por el Decreto de ley Estatal n.º 7573, del 20 de octubre de 1938, pasó a denominarse São Sebastião y fue transferido del Municipio de Tibagi para el de Londrina. De acuerdo con el Decreto de ley Estatal n.º 199, del 30 de diciembre de 1943, fue mudado el nombre de São Sebastião a Faxinal y separado del Municipio de Londrina, para hacer parte del Municipio de Apucarana. En 1951, fue creado el Municipio de Faxinal.

## Geografía
Posee un área es de 715,943 km² representando 0,3592 % del estado, 0,127 % de la región y 0,0084 % de todo el territorio brasileño. Se localiza a una latitud de 23°59'06" a 24º00'26 sur y a una longitud 51°19'12" oeste. Su población estimada en 2005 era de 14.914 habitantes.
En el suelo predomina-se la Tierra Púrpura (óptima para la agricultura), siendo su topografía: 70% plana, 20% ondulada y 10% accidentada y su punto más alto es la Sierra del Marumbi, con 820 metros. También posee los oxisoles de otima permeabilidade que sigue altitudes de 900 a 1000 metros de altitud en la región de Faxinalzinho y barrio Papuã.
El clima es subtropical húmedo, con tendencia de concentración de las lluvias de verano encima del paralelo 24º Sur, sin estación de sequía definida. La media anual es de 19 °C, siendo la media anual de las máximas de 23 °C y media anual de las mínimas de 15 °C.
El abastecimiento de agua es realizado por la Sanepar a través de captación en el Río São Pedro.

### Demografía
Datos del Censo - 2000
Población Total: 16.032
- Urbana: 12.556
- Rural: 3.052
- Hombres: 7.702
- Mujeres: 7.906

Índice de Desarrollo Humano (IDH-M): 0,732
- IDH-M Salario: 0,672
- IDH-M Longevidad: 0,718
- IDH-M Educación: 0,806

## Carreteras
- BR-272
- PR-461

## Administración
- Prefecto Adilson José Silva Lino (2009/2012)
- Viceprefecto: Rubens Kaplun
- Presidente de la cámara: Moacyr Paulo Sega (2009/2010)
- Vicepresidente de la Cámara: Fernando Decarle de Campos